# Исаметовский сельсовет
Исаметовский сельсовет  — муниципальное образование в Илишевском районе Башкортостана.

## История
Согласно «Закону о границах, статусе и административных центрах муниципальных образований в Республике Башкортостан» имеет статус сельского поселения.

## Население
| 2002  | 2009  | 2010  | 2012  | 2013  | 2014  | 2015  |
| ----- | ----- | ----- | ----- | ----- | ----- | ----- |
| 1414  | ↘1267 | ↘1214 | ↘1167 | ↘1154 | ↘1137 | ↘1089 |
| 2016  | 2017  | 2018  |       |       |       |       |
| ↘1045 | ↘1007 | ↘976  |       |       |       |       |

## Состав сельского поселения
| № | Населённый пункт | Тип населённого пункта       | Население |
| - | ---------------- | ---------------------------- | --------- |
| 1 | Исаметово        | село, административный центр | ↘728      |
| 2 | Турачи           | деревня                      | ↘205      |
| 3 | Зяйлево          | деревня                      | ↘181      |
| 4 | Тукай-Тамак      | деревня                      | ↘100      |